# راسوی آمازون
راسوی آمازون (نام علمی: Mustela africana) نام یک گونه از سرده راسو است.